# Dihydroxyaceton
Dihydroxyaceton is een organische verbinding met als brutoformule C3H6O3. De zuivere stof komt voor als een hygroscopisch wit kristallijn poeder, dat goed oplosbaar is in water.

## Synthese
Dihydroxyaceton kan bereid worden door de milde oxidatie van glycerol, zoals met waterstofperoxide en een ijzer(III)zout als katalysator. Het kan ook gewonnen worden uit plantaardig materiaal, zoals suikerbieten en suikerriet, of door de fermentatie van glycerol.

## Eigenschappen
Dihydroxyaceton is een koolhydraat en tevens het kleinste ketose. De molecule bezit geen chiraal centrum en is dus optisch niet actief. In de vaste toestand komt het voor als een cyclisch dimeer, dat in water gehydrolyseerd wordt:
Bij verhitting boven 188 °C ontleedt de stof. Door middel van de Lobry de Bruyn-Alberda van Ekenstein-transformatie kan het overgaan naar glyceraldehyde, een aldose.

## Biochemische functie
De fosfaatvorm, dihydroxyacetonfosfaat (DHAP), speelt een belangrijke rol in de glycolyse. Het speelt ook een rol in het metabolisme van fructose: dihydroxyaceton wordt gevormd door retro-aldolreactie uit fructose-1,6-difosfaat.

## Toepassingen
Dihydroxyaceton wordt voornamelijk gebruikt als actieve stof in bruiningsproducten voor de huid ('bruinen zonder zon'). Het bruinend effect kan worden verklaard door het optreden van de maillardreactie met aminozuren in de huid.